# Coupe du monde de saut d'obstacles 1988-1989
Navigation
Édition précédente Édition suivante
La coupe du monde de saut d'obstacles 1988-1989 est la 11e édition de la coupe du monde de saut d'obstacles organisée par la FEI. La finale se déroule à Tampa (États-Unis), en avril 1989.

## Classement après la finale
| Pos. | Cavalier        | Nationalité | Cheval  |
| ---- | --------------- | ----------- | ------- |
| 1    | Ian Millar      | Canada      | Big Ben |
| 2    | John Whitaker   | Royaume-Uni | Milton  |
| 3    | George Lindeman | États-Unis  | Jupiter |